# تاتیانا کریمووا
تاتیانا کریمووا (روسی: Татьяна Акбаровна Каримова؛ زادهٔ ۲۶ اوت ۱۹۴۸) یک اقتصاددان اهل ازبکستان است که از سال ۱۹۹۱ تا زمان مرگ همسرش اسلام کریموف در سپتامبر ۲۰۱۶، سمت بانوی اول ازبکستان را بر عهده داشت.